# Seda (ciutat)
Seda ( escoltar (?·pàg.)) és una ciutat del districte municipal de Mažeikiai en el comtat de Telšiai (Lituània). Està situada a uns 24 km al sud-oest de la ciutat de Mažeikiai, a prop del riu Varduva.

## Història

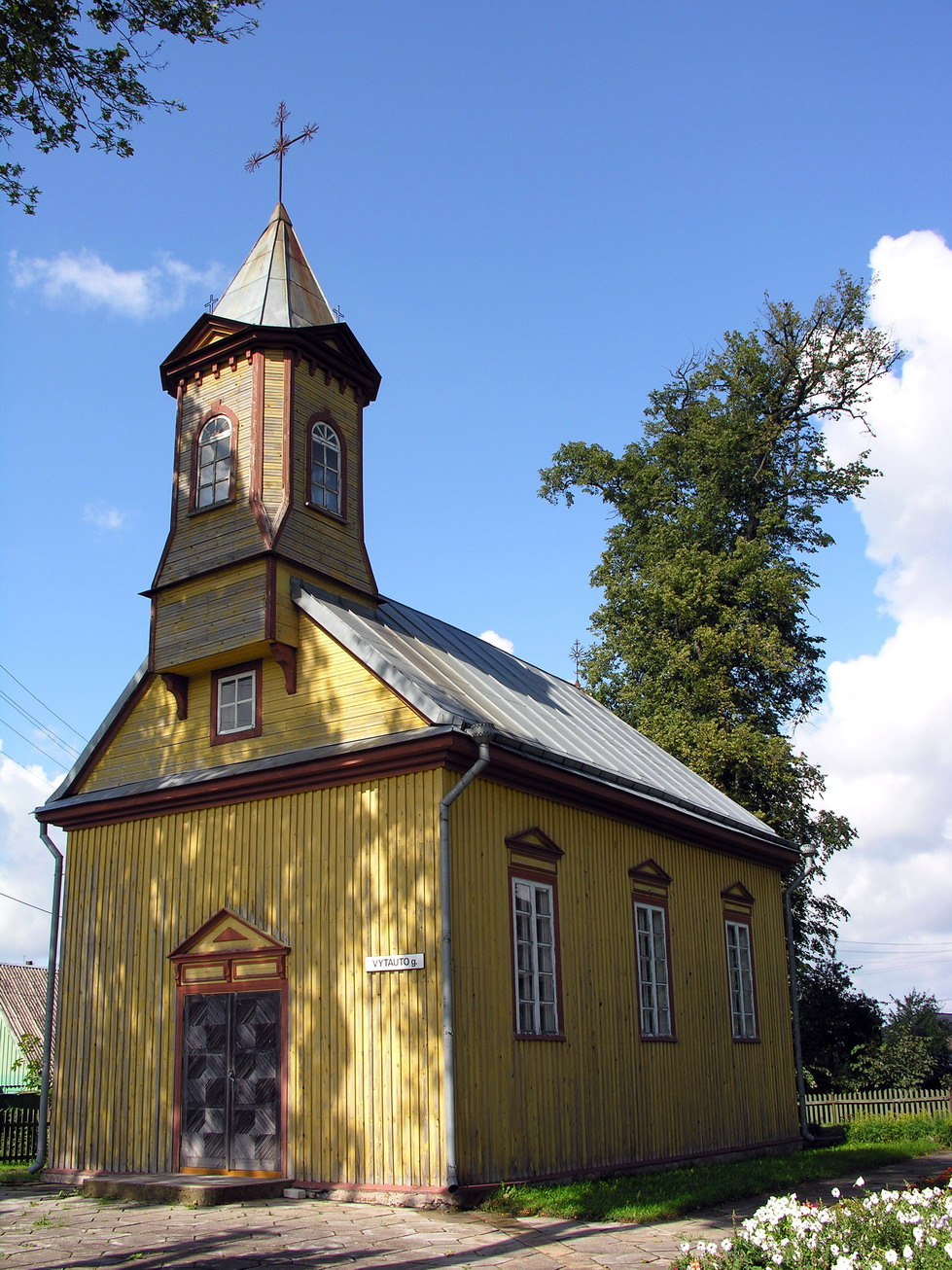
Església de Sant Joan de Nepomucè a Seda

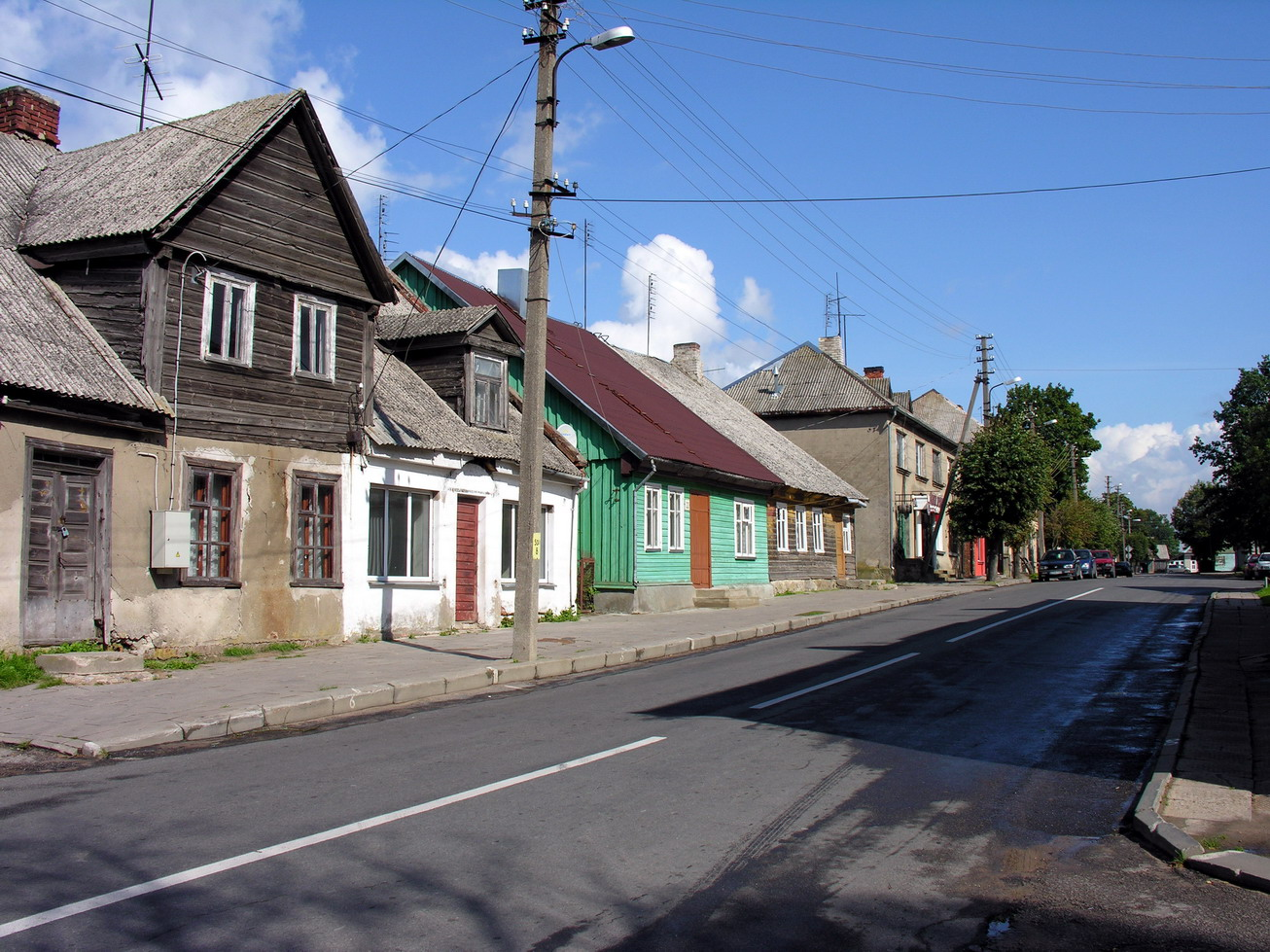
Carrer Vytauto a Seda.

Segons el lingüista Kazimieras Buga, el nom de Seda es deriva del nom del proper llac Seda també conegut com a Sedula. Va ser esmentada per primera vegada en fonts escrites del segle xiii. La ciutat de Seda va ser establerta el 1500 i el 1508 es va fundar la parròquia. Va patir greus pèrdues durant la Segona Guerra del Nord (1655-1660), però es va recuperar al segle xviii. El 1770, Vaclovas Bartoškevičius i la seva esposa Elzbieta Juškaitėthe van patrocinar la construcció de l'Església catòlica de l'Assumpció. El poeta i bisbe Antanas Baranauskas va treballar en la ciutat el 1855, la plaça principal de la ciutat i un monument de l'any 2000 està dedicat al seu honor. Durant la Segona Guerra Mundial va tenir lloc una batalla entre el Destacament de Defensa Nacional Lituà i l'Exèrcit Roig, a la seva commemoració del 50è aniversari es va erigir un monument als soldats caiguts a la vora de l'església de l'Assumpció.
L'escut d'armes de la ciutat va ser aprovat per decret del President de Lituània el 16 de juliol de 2004.